# Bia Figueiredo
Ana "Bia" Beatriz Caselato Gomes de Figueiredo (São Paulo, 18 maart 1985) is een Braziliaans autocoureur. Ze reed in 2008 en 2009 het Amerikaanse Indy Lights kampioenschap. Vanaf 2010 rijdt ze in de IndyCar Series.

## Carrière
Figueiredo begon op 8-jarige te racen in de karting. In 2003 ging ze aan de slag in de Braziliaanse Formule Renault, waar ze de trofee rookie van het jaar won als beste debutant. In 2004 eindigde ze het kampioenschap op de vijfde plaats en in 2005 won ze drie races en vertrok drie keer vanaf poleposition. Ze werd dat jaar derde in de eindstand. In 2006 stapte ze over naar de Zuid-Amerikaanse Formule 3. Ze eindigde op de vijfde plaats in het kampioenschap.
In 2008 verhuisde ze naar Noord-Amerika en ging aan de slag in de Indy Lights, de opstapklasse voor de IndyCar Series en ging racen voor Sam Schmidt Motorsports. Ze won de race op de Nashville Superspeedway, waarmee ze de eerste vrouwelijk coureur werd die een race won in de Indy Lights series. Verder werd ze tweede op de Chicagoland Speedway en werd ze drie keer derde, namelijk op de Iowa Speedway, de Infineon Raceway en op het circuit Watkins Glen International. Ze eindigde op de derde plaats in de eindstand van het kampioenschap, na Raphael Matos, die het kampioenschap won en haar teamgenoot Richard Antinucci. In 2009 reed ze het kampioenschap een tweede seizoen voor Sam Schmidt Motorsports. Ze won opnieuw een race, dit keer op de Iowa Speedway en ze werd derde op de Kentucky Speedway, maar kon globaal gezien niet de constante resultaten van het jaar ervoor aanhouden, ook mede doordat ze twee races moest missen wegens problemen met fondsenwerving wegens de economische crisis. Ze eindigde op de achtste plaats in het kampioenschap. In 2010 debuteerde ze in de IndyCar Series. Ze reed vier races voor Dreyer & Reinbold Racing en eindigde op de dertigste plaats in het kampioenschap. In 2011 reed ze een volledig seizoen in de IndyCar Series en werd 21e in de eindstand van het kampioenschap.